# فابیو اگولفی
فابیو اگولفی (انگلیسی: Fabio Eguelfi؛ زادهٔ ۱۹ ژانویهٔ ۱۹۹۵) بازیکن فوتبال اهل ایتالیا است.
از باشگاه‌هایی که در آن بازی کرده‌است می‌توان به باشگاه فوتبال اینتر میلان، باشگاه فوتبال کرمونزه، باشگاه فوتبال آتالانتا، باشگاه فوتبال چزنا، و باشگاه فوتبال پرو ورچلی اشاره کرد.
وی همچنین در تیم‌های ملی فوتبال زیر ۱۷ سال ایتالیا و زیر ۱۹ سال ایتالیا بازی کرده‌است.